# Jane Pierson
Pour les articles homonymes, voir Pierson.
Jeanne Fanny Boudios dite Jane Pierson, née le 3 mars 1877 dans le 9e arrondissement de Paris et morte le 16 juin 1971 à Saint-Denis (Seine-Saint-Denis), est une actrice française.
Elle ne doit pas être confondue avec la comédienne Jeanne Pierson (1790-1877) décédée l'année de sa naissance.

## Biographie
Malgré 30 ans de présence dans de nombreux rôles sur le grand écran, on sait peu de choses sur Jane Pierson et, en particulier, sur ses liens éventuels avec les actrices Ketty Pierson (1896-1959) et Suzy Pierson (1902-1996) qui portaient le même nom de scène à son époque.
Fille d'un horloger-mécanicien du quartier du Marais, elle était couturière lors de son premier mariage en octobre 1901 avec Émile Delaire, un orfèvre du quartier Saint-Georges, et déclarée sans profession au moment de son second mariage en avril 1929 avec le metteur en scène Daniel Poilpré avec lequel elle vivait déjà depuis plusieurs années rue des Tournelles dans le 4e arrondissement.
Jane Pierson a participé à une cinquantaine de films dans des seconds rôles à partir de 1924. Elle a notamment tourné sous la direction de René Clair (8 films), Jean Renoir (3 films), Marcel L'Herbier (2 films) et Jacques Feyder.
Elle se retire définitivement des plateaux de cinéma après un dernier rôle dans un film de Sacha Guitry, La Vie d'un honnête homme, sorti sur les écrans en février 1953. Elle avait alors 75 ans.

## Filmographie
- 1924 : Mandrin d'Henri Fescourt
- 1925 : Le Voyage imaginaire de René Clair
- 1925 : Mon curé chez les pauvres de Donatien
- 1926 : Le Bouif errant de René Hervil : la concierge
- 1926 : Feu Mathias Pascal de Marcel L'Herbier
- 1926 : Le Juif errant de Luitz-Morat
- 1927 : Muche de Robert Péguy
- 1927 : Le Mariage de mademoiselle Beulemans de Julien Duvivier
- 1928 : Un chapeau de paille d'Italie de René Clair : tante Jeanne
- 1928 : Le Diable au cœur de Marcel L'Herbier
- 1929 : Le Bled de Jean Renoir
- 1930 : Chacun sa chance Hans Steinhoff et René Pujol : l'habilleuse de Mariette
- 1930 : Sous les toits de Paris de René Clair
- 1931 : Boule de gomme de Georges Lacombe : la mère de Boule de Gomme[5]
- 1931 : Le Roi du cirage de Pierre Colombier
- 1931 : La Chienne de Jean Renoir : la concierge
- 1931 : Le Million de René Clair : l'épicière
- 1932 : Un coup de téléphone de Georges Lacombe : Rosine
- 1932 : Boudu sauvé des eaux de Jean Renoir : Rose
- 1932 : La Nuit du carrefour de Jean Renoir : Mme Michonnet
- 1932 : Vous serez ma femme de Serge de Poligny
- 1932 : La Tête d'un homme de Julien Duvivier : la cuisinière
- 1933 : Rivaux de la piste de Serge de Poligny : Mme Brennecke
- 1933 : Un drôle de numéro de Jean Gourguet
- 1933 : 14 juillet de René Clair
- 1934 : Le Secret des Woronzeff d'Arthur Robison et André Beucler[6]
- 1934 : L'Affaire Coquelet de Jean Gourguet
- 1934 : Jeunesse de Georges Lacombe : la cliente
- 1934 : Le Dernier Milliardaire de René Clair
- 1934 : Si j'étais le patron de Richard Pottier : une actionnaire
- 1936 : La Mariée du régiment de Maurice Cammage
- 1936 : Les Jumeaux de Brighton de Claude Heymann : la directrice du bureau de placement
- 1936 : Le Mioche de Léonide Moguy : la gérante
- 1937 : Les Gens du voyage de Jacques Feyder
- 1938 : Cavalcade d'amour de Raymond Bernard
- 1939 : La Tradition de minuit de Roger Richebé
- 1939 : Eusèbe député d'André Berthomieu
- 1939 : Un de la lune d'André Hugon – court métrage
- 1939 : Menaces d'Edmond T. Gréville
- 1939 : Deuxième bureau contre kommandantur de Robert Bibal et René Jayet
- 1940 : Le Feu de paille de Jean Benoît-Lévy
- 1941 : Nous les gosses de Louis Daquin
- 1943 : L'Escalier sans fin de Georges Lacombe : la fleuriste
- 1943 : Marie-Martine d'Albert Valentin
- 1944 : Bonsoir mesdames, bonsoir messieurs de Roland Tual
- 1946 : Le Pays sans étoiles de Georges Lacombe
- 1947 : Le silence est d'or de René Clair : Rose
- 1952 : Les Belles de nuit de René Clair : une dame au guichet de la poste
- 1953 : La Vie d'un honnête homme de Sacha Guitry